# Сан-Джованні-Б'янко
Сан-Джованні-Б'янко (італ. San Giovanni Bianco) — муніципалітет в Італії, у регіоні Ломбардія,  провінція Бергамо.
Сан-Джованні-Б'янко розташований на відстані близько 500 км на північний захід від Рима, 60 км на північний схід від Мілана, 20 км на північ від Бергамо.
Населення — 4908 осіб (2014).
Щорічний фестиваль відбувається 27 грудня. Покровитель — San Giovanni Evangelista.

## Демографія
Населення за роками:

Станом на 1 січня 2023 року в муніципалітеті офіційно проживало 80 іноземців з 24 країн, серед них 24 громадяни країн Євросоюзу та 10 громадян України.

## Уродженці
- Давід Асторі (*1987) — відомий італійський футболіст, захисник.

## Сусідні муніципалітети
- Камерата-Корнелло
- Доссена
- Валь-Брембілла
- Ленна
- Сан-Пеллегрино-Терме
- Таледжо